# Rollins Air
Rollins Air foi uma companhia aérea charter com sede em La Ceiba, Honduras.

## Frota

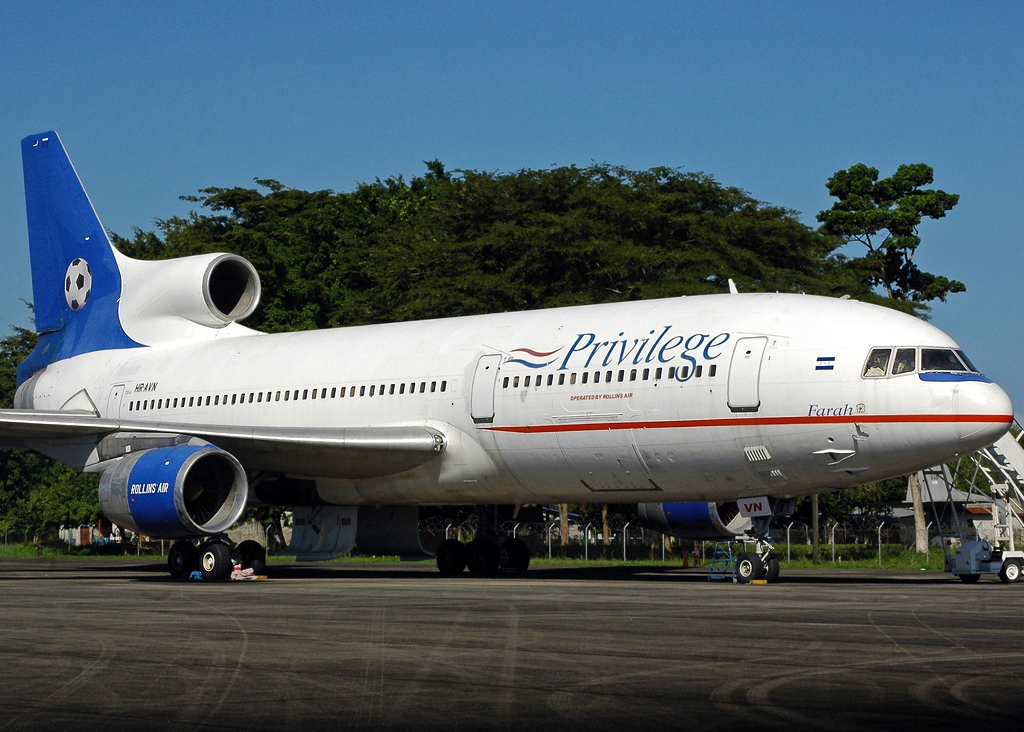
Um Lockheed L-1011 Tristar da Rollins Air

| Aeronaves               | Total | Notas |
| ----------------------- | ----- | ----- |
| Boeing 737-200          | 2     |       |
| Lockheed L-1011 TriStar | 2     |       |
| Total                   | 4     |       |

## Acidentes
- 24 de novembro de 1997: um GAF Nomad prefixo HR-AQY, na rota La Ceiba-Roatán caiu na aproximação do Aeroporto Internacional Juan Manuel Gálvez. Todos os 12 ocupantes a bordo entre passageiros e tripulantes, sobreviveram.[3]